# Ultramania
『Ultramania』（ウルトラメニヤ）は韓国の歌手、ソ・テジの通算6枚目のアルバム。2000年発売。2000年韓国年間チャート4位。

## 解説
当時流行していたコーンなどのラウドロックに影響を受け、これまで以上に過激かつヘヴィな内容になっている。しかし、100万枚以上の売上を記録し、根強い人気を印象付けた。

## 収録曲
1. アイテム
2. タンク
3. オレンジ
4. インターネット戦争
5. 剽窃
6. 大京城
7. レゴ
8. ウルトラメニヤ
9. 憶えてる?